# Vitturi
I Vitturi (talvolta anche Vetturio) furono una famiglia patrizia veneziana, annoverata fra le cosiddette Case Nuove.

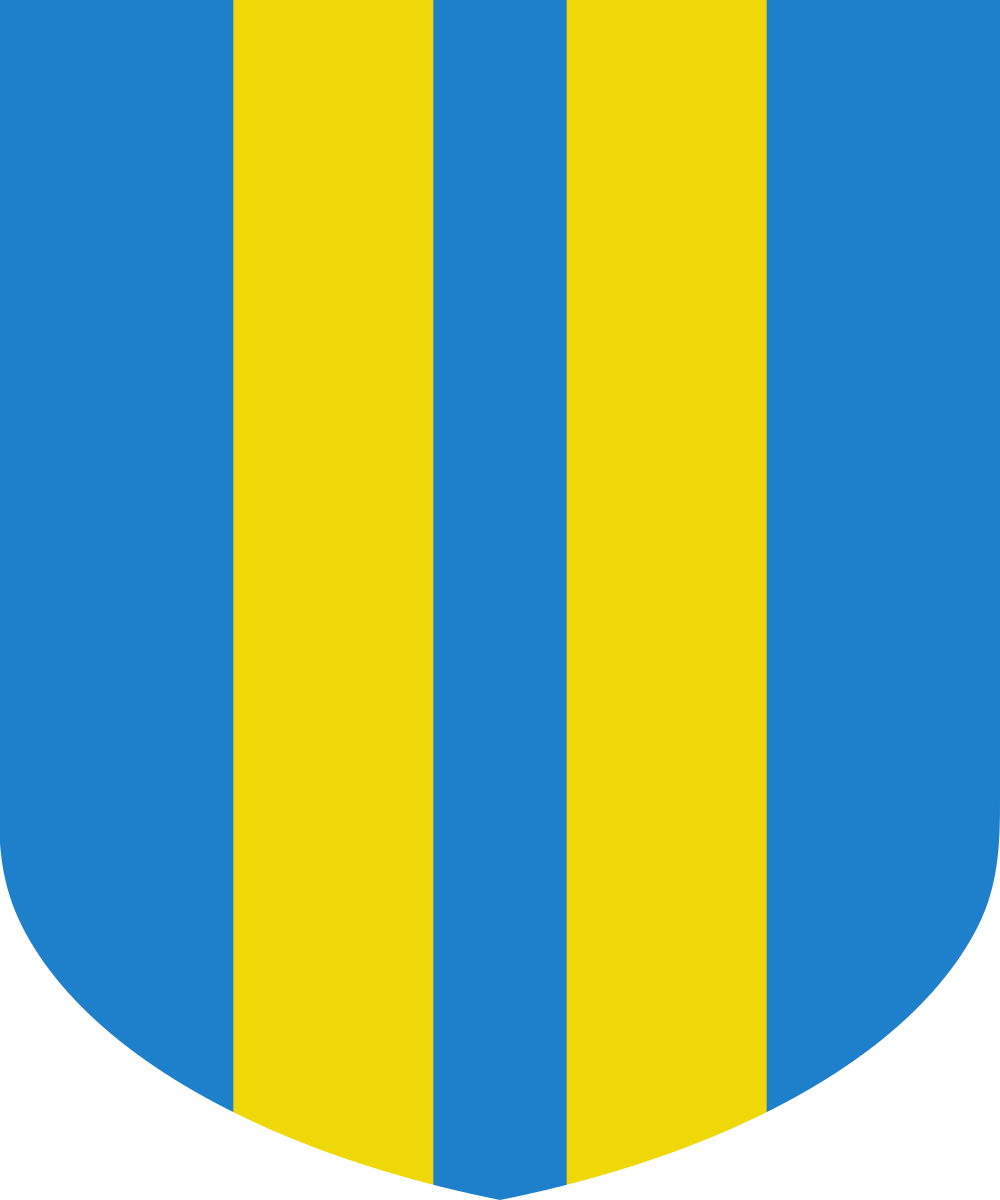
Stemma Vitturi

## Storia

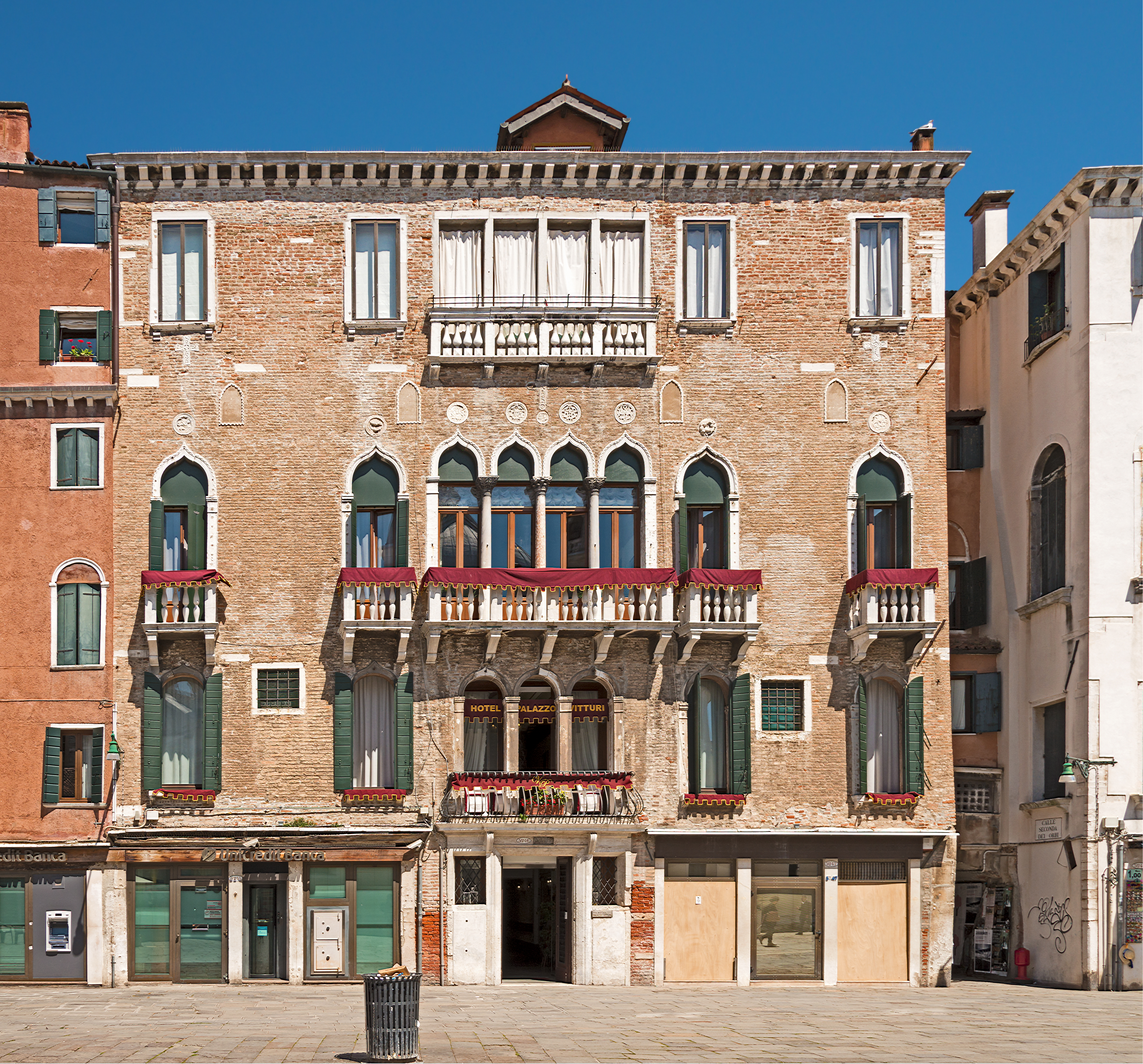
Palazzo Vitturi, Venezia.

Secondo la tradizione, i Vitturi sarebbero discesi da un'antica famiglia patrizia romana, stabilitasi in Dalmazia, a Traù, da cui sarebbero giunti in laguna in tempi remotissimi.
Furono aggregati all'ordine patrizio nel 1260, per il supporto garantito alla Repubblica contro i pisani. Nel 1297, all'epoca della serrata, risultarono tra le famiglie incluse nel Maggior Consiglio.
Questo casato diede i natali a importanti personaggi che ricoprirono cariche civili, militari ed ecclesiastiche sotto le insegne marciane: tra di essi si ricordano Raniero di Bartolomeo Vitturi, che nel 1442 riuscì a portare il numero dei membri della Procuratoria di San Marco da sei a nove, e un Lorenzo di Daniele Vitturi, arcivescovo di Candia, che nel 1595 soccorse con prontezza la propria comunità di fedeli colpiti da un'epidemia di peste.
Dopo la caduta della Serenissima, il governo imperiale austriaco riconobbe loro la patente di nobiltà con Sovrana Risoluzione del 16 dicembre 1817.

## Membri illustri
- Lorenzo Vitturi († 1597), ecclesiastico, fu arcivescovo di Candia dal 1576 alla sua morte.

- Vitale vitturi, podestà di Murano negli inizi del XVI secolo

## Luoghi e architetture
- Palazzo Vitturi, a Castello;
- Villa Vitturi, a Castel Vitturi;
- Villa Vitturi, a Zerman di Mogliano Veneto;
- Villa Vitturi Zuccareda Falk Monti, a Maserada sul Piave.
- Baluardo Vitturi, a Candia.

Si ricordano, inoltre, una Calle Vetturio o Falier e un Ponte Vitturi a Venezia, in sestiere San Marco. In Dalmazia, invece, è presente una località che trae il proprio toponimo dal nome di questa famiglia (Castel Vitturi, oggi Kaštel Lukšić).